# Werpkooi
Een werpkooi is een constructie die gebruikt wordt om omstanders te beschermen tegen geworpen voorwerpen. Bij verschillende werpsporten worden werpkooien gebruikt.

## Atletiek

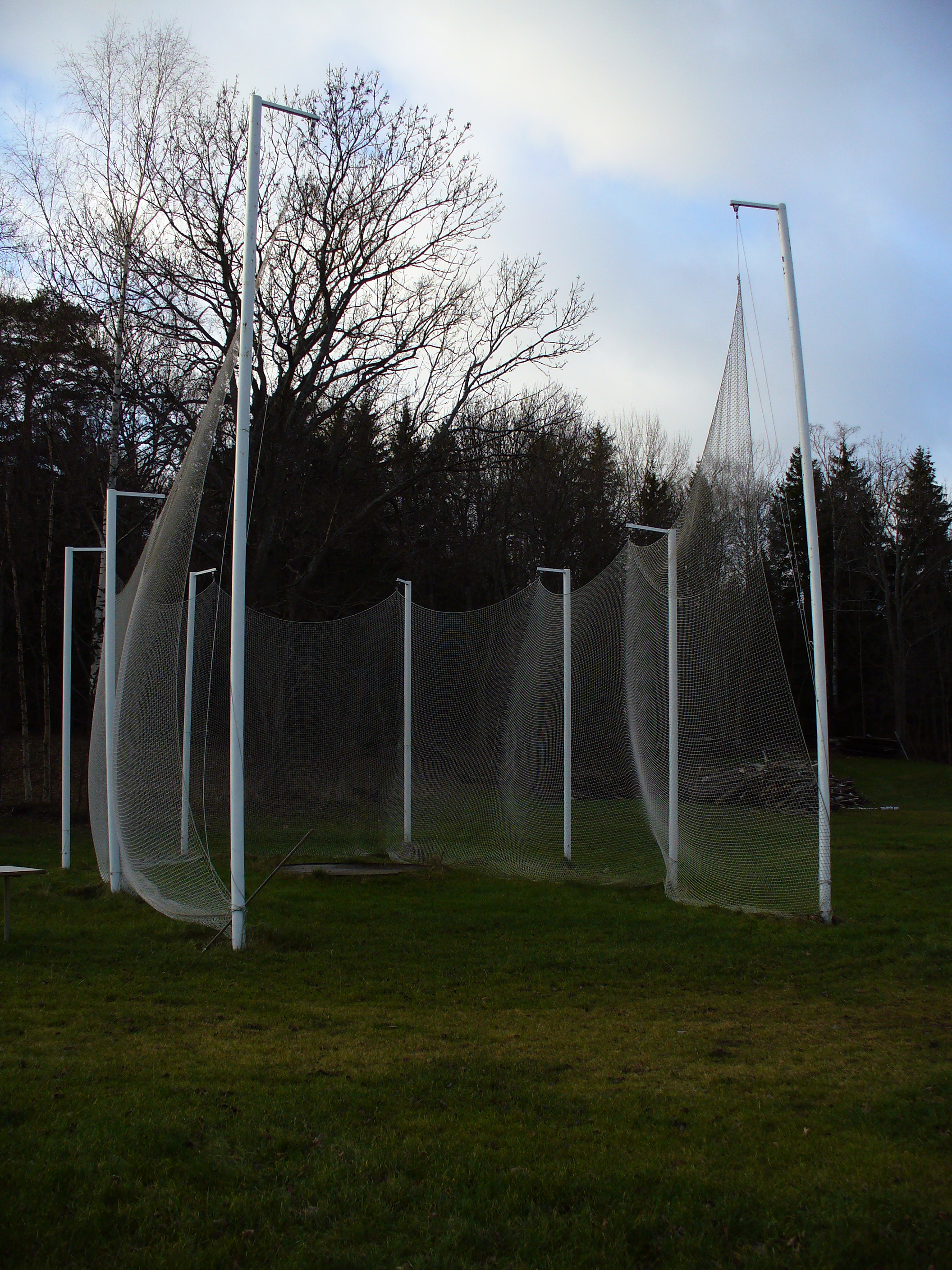
Een werpkooi bedoeld voor training. Deze is laag en niet verstelbaar, en voldoet dus niet aan de wedstrijdeisen.

Op atletiekbanen zijn vaak één of twee werpkooien te vinden die gebruikt worden voor de werponderdelen discuswerpen en kogelslingeren. Vanwege het gewicht van de discus en de slingerkogel en de snelheid waarmee deze geworpen worden (meer dan 30 m/s), kan het voor toeschouwers erg gevaarlijk zijn als zo'n projectiel per ongeluk in verkeerde richting geworpen wordt. Om deze reden worden werpkooien gebruikt, waardoor de discus of kogel nog maar één kant uitkan.
Een werpkooi staat om de ring van waaruit geworpen moet worden heen, met een opening aan één kant. De ring is voor discuswerpen 2,5 meter in diameter en voor kogelslingeren 2,135 meter; om de ring voor beide onderdelen te kunnen gebruiken kan bij het kogelslingeren een binnenring geplaatst worden. De ring zelf is meestal van ijzer; het oppervlak erin van beton of een ander hard materiaal. De kooi bestaat uit stalen of aluminium palen waartussen rekbare netten gespannen zijn, die de kogel of discus kunnen opvangen.
De sector, het deel van het werpveld waarin een kogel of discus moet landen om de worp geldig te laten zijn, is voor beide onderdelen 34,92°. De opening van de kooi moet minimaal 7 meter van de ring verwijderd zijn, en mag een breedte van 6 meter hebben. Een kooi moet aan de voorzijde 10 meter hoog zijn en moet rondom minstens 3,50 meter afstand hebben tot de ring.
De regels omtrent werpkooien zijn in 2004 aangescherpt door de IAAF. Hierdoor voldoen veel oudere kooien niet meer aan de eisen, en deze mogen dus strikt genomen niet gebruikt worden voor officiële wedstrijden. Tot 2010 mochten oude kooien nog gebruikt worden voor wedstrijden, maar daarna niet meer. Omdat kooien vanwege de strenge eisen duur zijn, komt het vaak voor dat als een baan twee kooien heeft, er slechts een vervangen wordt. Hierdoor staat op veel atletiekbanen één oude en één nieuwe(re) kooi.

## Honkbal/softbal
Een werpkooi (of slagkooi) wordt bij honkbal en softbal gebruikt. Bij deze sporten wordt de kooi vooral gebruikt in trainingen, en is hij volledig afgesloten aan de kant waar de bal heen gaat. Omdat zowel werpen als slaan vaak met grote kracht gebeurt zou de bal zonder kooi ver weg vliegen; als een oefening vaak herhaald moet worden kan het daarom handig zijn een kooi te gebruiken, zodat de bal niet steeds gehaald hoeft te worden.
Ook bij deze sporten is een kooi gemaakt van rekbare netten die tussen ijzeren spijlen gespannen zijn. De kooi is langwerpig van vorm, en is in tegenstelling tot de atletiek-kooi meestal aan de bovenkant afgesloten en een stuk lager.

## Cricket
Ook bij cricket kan er voor de training een werpkooi aangelegd zijn, deze is van gelijkaardige constructie als de kooi voor honkbal. De kooi is een overdekte pitch, met twee wickets en een aanloop voor de bowler.